# یک روز تابستانی درخشان‌تر
یک روز تابستانی درخشان‌تر (انگلیسی: A Brighter Summer Day) فیلمی در ژانر درام به کارگردانی ادوارد یانگ است که در سال ۱۹۹۱ منتشر شد. از بازیگران آن می‌توان به چانگ چن اشاره کرد.